# Der weiße Almriese
Der weiße Almriese ist ein ukrainisches Volksmärchen vom Typ Zaubermärchen, das von Mychajlo Halycja erzählt und von P. V. Lintur aufgezeichnet wurde.

## Handlung
Ein reicher Graf hatte drei Söhne und drei Töchter, von denen der jüngste Sohn viel Kummer bereitete. Als die Eltern starben, kam es immer öfter zum Streit zwischen den Waisenkindern, bis der Jüngste eines Tages seine drei Schwestern verfluchte und sie den Teufeln zur Heirat versprach, was diese auch einforderten. Nachdem die Schwestern aus dem Haus waren, war er dort nicht mehr erwünscht und so zog er hinaus in die Welt. Unterwegs begegnete er einer Fliege, die sich im Harz einer Tanne verfangen hatte. Er befreite sie und erhielt zum Dank dafür die Stärke des Weißen Almriesen. Da er jedoch noch nie von diesem Weißen Almriesen gehört hatte, beschloss er diesen zu suchen. Über hohe Berge, durch dichte Wälder und Bergwiesen kam er dabei, befragte die Leute und besuchte Wahrsagerinnen, doch niemand konnte ihm sagen, wo jener Weiße Almriese sei.
Eines Tages entdeckte er in der einsamen Wildnis eine Hütte und kehrte ein, um mit Verwunderung festzustellen, dass hier seine jüngste Schwester lebte. Als er dem Mann der Schwester, einem der Teufel, begegnete, befragte er auch diesen nach dem Weißen Almriesen, jedoch ohne Erfolg und so zog er weiter zum mittleren Bruder des Teufels. Bei diesem traf er seine mittlere Schwester wieder, doch bei seinem Anliegen konnte ihm keiner weiterhelfen und sodann begab er sich zum ältesten Bruder der Teufel. Bei den herrlichen Bergen der hohen Beskiden angekommen, begann er ein freudiges Wiedersehen mit seiner ältesten Schwester und gewann er, wie schon zuvor gegen die beiden anderen Teufel, eine freundschaftliche Kraftprobe mit deren Mann, doch helfen konnte ihm auch dieses Mal niemand und so wurde er an die Mutter der Teufel verwiesen, die er auch alsbald aufsuchte. In ihrem Reich, bei den blauen Bergen, gelang es ihm sie davon zu überzeugen ihn, den Schwager ihrer Söhne, nicht zu fressen, jedoch wusste sie ihm ebenfalls keine Antwort zu geben, also begab er sich zu deren Mann. Dieser hauste in den Feuerbergen, durchsetzt mit dampfenden Vulkanen, wo der Grafensohn auch diesen davon abbringen konnte ihn zu fressen und ein fliegendes Zauberpferd bekam, das ihm den Weg zum Weißen Almriesen wies.
Des Nachts, beim Weißen Almriesen angekommen, folgte der Grafensohn den Anweisungen des Pferdes. Er band es mit dem identischen Pferd des Weißen Almriesen zusammen, positionierte Säbel, Gewehr und Kleidung, die er allesamt vom Zauberpferd bekommen hatte und die ebenfalls mit den Sachen des Weißen Almriesen identischen waren, neben dessen Sachen und legte sich neben den Schlafenden ins Bett. Verwundert über die vorgefundene Situation, sah der Aufgewachte davon ab den Fremden zu töten und so wurden die beiden Kameraden. Gemeinsam bekämpften sie böse Zaren und befreiten unterdrückte Völker, doch eines Tages beschloss der Grafensohn seine Brüder und Schwestern besuchen, woraufhin sich ihre Wege wieder trennten.
Seine Heimatstadt fand der Grafensohn jedoch verlassen von allem Leben vor. Einzig seine Mutter traf er dort an, die nach ihrem Tod ein mächtiger Teufel geworden war und alles fraß, sogar die Fliegen. Daraufhin flüchtete der Bursche auf seinem Zauberpferd, wurde in der Nähe der jüngsten Schwester aber eingeholt, infolgedessen das Pferd den Tod fand und gefressen wurde. Er flüchtet immer weiter, doch auch die mittlere und die ältere Schwester, deren Teufelsmänner und die Eltern der Teufel wurden von der Alten gefressen. Beim Weißen Almriesen angelangt, offenbart dieser, dass er seine eigene Mutter für genau dieses Ereignis 15 Jahre lang mit sieben starken Ketten auf dem Boden gefangen gehalten hatte, befreite sie sodann und die beiden gleichstarken Mütter flogen aufeinander zu und bekämpften sich solange, bis sie zu feinem Pulver zerfielen. Die beiden Kameraden heirateten schließlich zwei gleichaussehende Mädchen mit einer Doppelhochzeit und hatten viele Kinder.

## Hintergrund
Das Märchen stammt aus P. V. Linturs 1965 in Uschhorod erschienenen Sammelwerk Kazky zelenych hir. Kazkar Mychajlo Halycja, Zapys tekstiv, uporjadkuvannja ta vstup. stattja P. V. Lintura (zu Dt. Märchen der grünen Berge. Der Märchenerzähler Mychajlo Halycja. Aufzeichnungen der Texte, Systematisierung und Einleitung von P. V. Lintur), S. 149–167 und wurde von diesem 1962 von Halycja aufgezeichnet. Es kann mit ATU 552 Die Mädchen, die Tiere heirateten verglichen werden und auch mit den Anmerkungen Band II Nr. 82a und Band III Nr. 197 zu den Kinder- und Hausmärchen der Brüder Grimm der neu bearbeiteten Fassung in fünf Bänden von J. Bolte und G. Polivka, Leipzig 1913–1932. Teilweise kann auch ATU 406 Der Kannibale verglichen werden. Laut P. V. Linturs Werk Ukrainische Volksmärchen seien für das Märchen verschiedene Volkssagen aus den Karpaten herangezogen worden, auch sei die Betonung der natürlichen Schönheit des ukrainischen Teils der Karpaten eine Besonderheit. Die zweite Hälfte käme dem Afanassjewschen Märchen Iwan der Zarensohn und der Weiße Almriese Band I Nr. 161 nahe, in dem ebenfalls nach dem Weißen Almriesen gesucht wird. Eine genaue Doppelung des Märchens findet sich in der veröffentlichten Folklore nicht. In einigen veröffentlichten ukrainischen Märchen wird der Weiße Almriese als eine dämonartige Person beschrieben, die dem russischen Kočej entspricht (vgl. Čubinskij II Nr. 80).